# Осада Вердена (1792)
Осада Вердена (фр. Verdun) во время Войны первой коалиции продолжалась с 20 августа по 2 сентября 1792 года. Закончилась захватом крепости прусскими войсками, что открыло им дорогу на Париж, столицу революционной Франции.

## Перед осадой
Верден, расположенный на реке Маас, являлся стратегической крепостью, построенной Себастьеном Вобаном во времена правления Людовика XIV для защиты границ Французского королевства.
К моменту начала Революционных войн укрепления Вердена, заброшенные со времен Людовика XV, имели серьезные изъяны: отсутствовали парапеты на валах и 600 метров стены, окружавшей город. Было всего 40 орудий из положенных 150.
20 апреля 1792 года началась война революционной Франции с коалицией европейских монархий. 
19 августа 1792 года прусские, австрийские и гессенские войска численностью 150 000 человек, а также корпус эмигрантов (20 000), возглавляемые генерал-фельдмаршалом Брауншвейгским, перешли границу Франции.
В этот же день при Фонтуа произошло первое сражение между 22-тысячным корпусом Гогенлоэ и войсками французского маршала Николя Люкнера, в результате которого последние были разбиты.
20 августа союзники продвинулись вперед и осадили крепость Лонгви, которая капитулировала 23 августа после бомбардировки. 

## Блокада и осада
В тот же день в окрестности Вердена прибыла прусская колонна. Вокруг города начались бои с французами, имевшими около 3000 человек, которые продолжались до 29 августа, когда союзники усиленные 60 000 и 40 орудиями, обложили город.
31 августа союзники приступили к обстрелу крепости, который велся с 23 часов вечера до 8 часов утра. 

2 сентября, несмотря на возражения полковника Николя Борепера, коменданта крепости, городской совет проголосовал за капитуляцию города. Полковник Борепер покончил жизнь самоубийством (по другим сведениям, был убит в голову пулей во время обстрела). В тот же день пруссаки вошли в город, приветствуемые местными роялистами. 

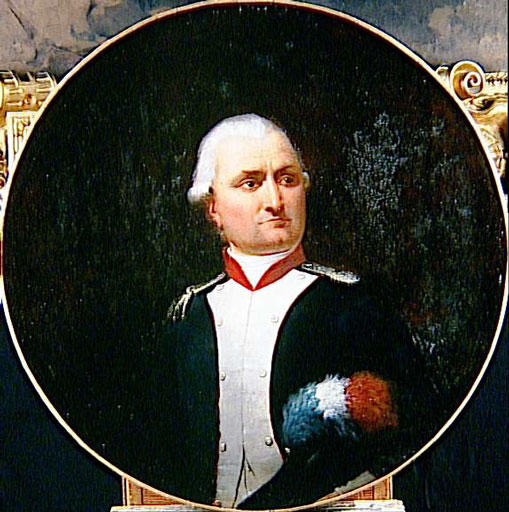
Полковник Николя Борепер

## Результаты
Захват Вердена стал одним из последних успехов прусско-австрийского вторжения во Францию.